# Messier 96
Messier 96 (M96 o NGC 3368) és una galàxia espiral intermèdia situada a la constel·lació del Lleó. Va ser descoberta per Pierre Méchain el 20 de març de 1781 i afegida per Charles Messier al seu catàleg quatre dies després.
M96 es troba a 34 milions anys llum del Sistema solar. És el membre més brillant del Grup de galàxies Lleó I, també anomenat grup d'M96, i inclou també les galàxies M95 i a M105, així com un nombrós grup de galàxies més tènues.
El 9 de maig de 1998 es va descobrir una brillant supernova anomenada SN 1998bu, de magnitud 13, que va augmentar ràpidament la seva lluentor fins a 11,8.